# Vin de Shiraz
Pour les articles homonymes, voir Shiraz.
Ne doit pas être confondu avec « vin de shiraz »
Le vin de Shiraz, ou vin de Chiraz, fait référence au vin produit autour de la ville de Shiraz, sur le territoire actuel de l'Iran,. De nos jours, "Shiraz" est un nom alternatif pour le cépage Syrah, principalement utilisé en Australie et en Afrique du Sud. Le cépage moderne "Shiraz" est identique à la Syrah et est originaire du nord de la vallée du Rhône sans lien établi avec la ville de Shiraz.

## Histoire
Au IXe siècle, la ville de Shiraz s'était forgée la réputation de produire le meilleur vin du monde et devenue la capitale du vin de l'Iran.
L'exportation de vin de Shiraz au XVIIe siècle reste bien documentée par des marchands européens de l'époque. Comme l'ont décrit les voyageurs enthousiastes anglais et français qui ont visité la région entre les XVIIe et XIXe siècles, le vin cultivé à proximité de la ville avait un caractère plus dilué en raison de l'irrigation, tandis que les meilleurs vins de Shiraz étaient en réalité cultivés dans des vignobles aménagés en terrasses autour du village de Khollar (en). Les vins étaient blancs et existaient sous deux styles différents : les vins secs à boire jeunes et les vins doux destinés à la garde. Ces derniers étaient comparés à "un vieux sherry" (l'un des vins européens les plus prisés de l'époque), et à cinq ans d'âge, on disait qu'ils avaient un beau bouquet et une remarquable saveur de noix. Par ailleurs, les vins blancs secs de Shiraz étaient fermentés avec la rafle de la grappe, ce qui rendait ces vins riches en tanins.
Alors que les voyageurs de l'époque décrivent les vins de la région comme étant blancs,  il semble n'y avoir aucune autres descriptions ampélographiques des vignes ou des raisins. Comme, par exemple, le fait Marco Polo, ou d'autres récits classiques qui décrivent les vignes, entraînées par des poulies et des poids, poussant d'un côté d'une maison et redescendant de l'autre.
Plus tard, le poète britannique Edward FitzGerald traduit les Rubaiyat d'Omar Khayyam écrit en langue perse, dans lequel les vins de Shiraz sont encensés.

## Aujourd'hui
Dans l'Iran moderne, le vin de Shiraz ne peut pas être produit légalement en raison de l'interdiction de l'alcool dans l'Islam. Avant la révolution islamique de 1979, il y avait plus de 300 établissements vinicoles dans le pays et maintenant il n'y en a plus aucun. Dans l'ensemble, l'Iran n'est plus un pays producteur de vin, mais les chrétiens iraniens sont légalement autorisés à faire fermenter du vin.
Malgré son nom, il n'existe aucun lien avéré entre la ville de Shiraz et le cépage rouge actuel "Shiraz", planté en Australie, en Afrique du Sud, en Argentine, au Canada, aux États-Unis et dans quelques autres pays,. Aujourd'hui, le "Shiraz" est reconnu en tant que cépage identique à la Syrah, et a été introduit en Australie par James Busby, le père du vin australien. Il a voyagé à travers l'Espagne et la France pour récolter des boutures de vigne qui ont servi de base à l'industrie viticole australienne.